# Al-Shamiyya
För andra betydelser, se al-Shamiyya (olika betydelser).
al-Shāmīyya (arabiska: الشامية) är en stad i Irak, huvudort i distriktet med samma namn.   Den ligger i provinsen al-Qadisiyya, i den centrala delen av landet, 150 km söder om huvudstaden Bagdad. al-Shamiyya ligger 23 meter över havet och antalet invånare är 57 661.